# Eduardo Puña
Eduardo Carlos Puña Aguirre (Tarija, 25 de febrero de 1986) es un futbolista boliviano que se desempeña como defensa y su equipo actual es Ciclón de la Asociación Tarijeña de Fútbol.
Eduardo Puña debutó profesionalmente en Unión Central en 2006. Es el único futbolista que pudo jugar en los 3 equipos tarijeños de la Primera División de Bolivia, el ya mencionado Unión Central, Ciclón y Petrolero de Yacuiba.

## Clubes
| Club          | País    | Año         |
| ------------- | ------- | ----------- |
| Unión Central | Bolivia | 2006        |
| Aurora        | Bolivia | 2007 - 2008 |
| Unión Central | Bolivia | 2008        |
| Destroyer's   | Bolivia | 2009        |
| Ciclón        | Bolivia | 2011        |
| Guabirá       | Bolivia | 2014        |
| Ciclón        | Bolivia | 2015        |
| Petrolero     | Bolivia | 2016 - 2017 |
| Real Potosí   | Bolivia | 2018        |
| Always Ready  | Bolivia | 2019 - 2020 |
| Real Tomayapo | Bolivia | 2021        |

## Palmarés

### Títulos nacionales
| Título           | Club         | País    | Año  |
| ---------------- | ------------ | ------- | ---- |
| Primera División | Always Ready | Bolivia | 2020 |